# Иапама
Иапама (Iapama) — предполагаемый мёртвый неклассифицированный индейский язык, на котором говорил один из неконтактных народов на границе между штатами Амапа и Пара в Бразилии. Неизвестно, говорили ли они на самостоятельном языке.